# Givry-lès-Loisy
Givry-lès-Loisy ist eine französische Gemeinde mit 73 Einwohnern (Stand 1. Januar 2022) im Département Marne in der Region Grand Est. Sie gehört zum Arrondissement Épernay und zum Kanton Vertus-Plaine Champenoise. 

## Lage
Die Gemeinde Givry-lès-Loisy liegt nördlich des Feuchtgebietes Marais de Saint-Gond, 32 Kilometer südwestlich von Châlons-en-Champagne. Sie ist umgeben von folgenden Nachbargemeinden: 
|               | Blancs-Coteaux mit Vertus                   | Soulières                    |
| Loisy-en-Brie | Kompassrose, die auf Nachbargemeinden zeigt |                              |
| Beaunay       | Vert-Toulon                                 | Étréchy, Bergères-lès-Vertus |

## Bevölkerungsentwicklung
| Jahr                       | 1962 | 1968 | 1975 | 1982 | 1990 | 1999 | 2008 | 2018 |
| -------------------------- | ---- | ---- | ---- | ---- | ---- | ---- | ---- | ---- |
| Einwohner                  | 81   | 87   | 101  | 76   | 78   | 84   | 79   | 71   |
| Quellen: Cassini und INSEE |      |      |      |      |      |      |      |      |

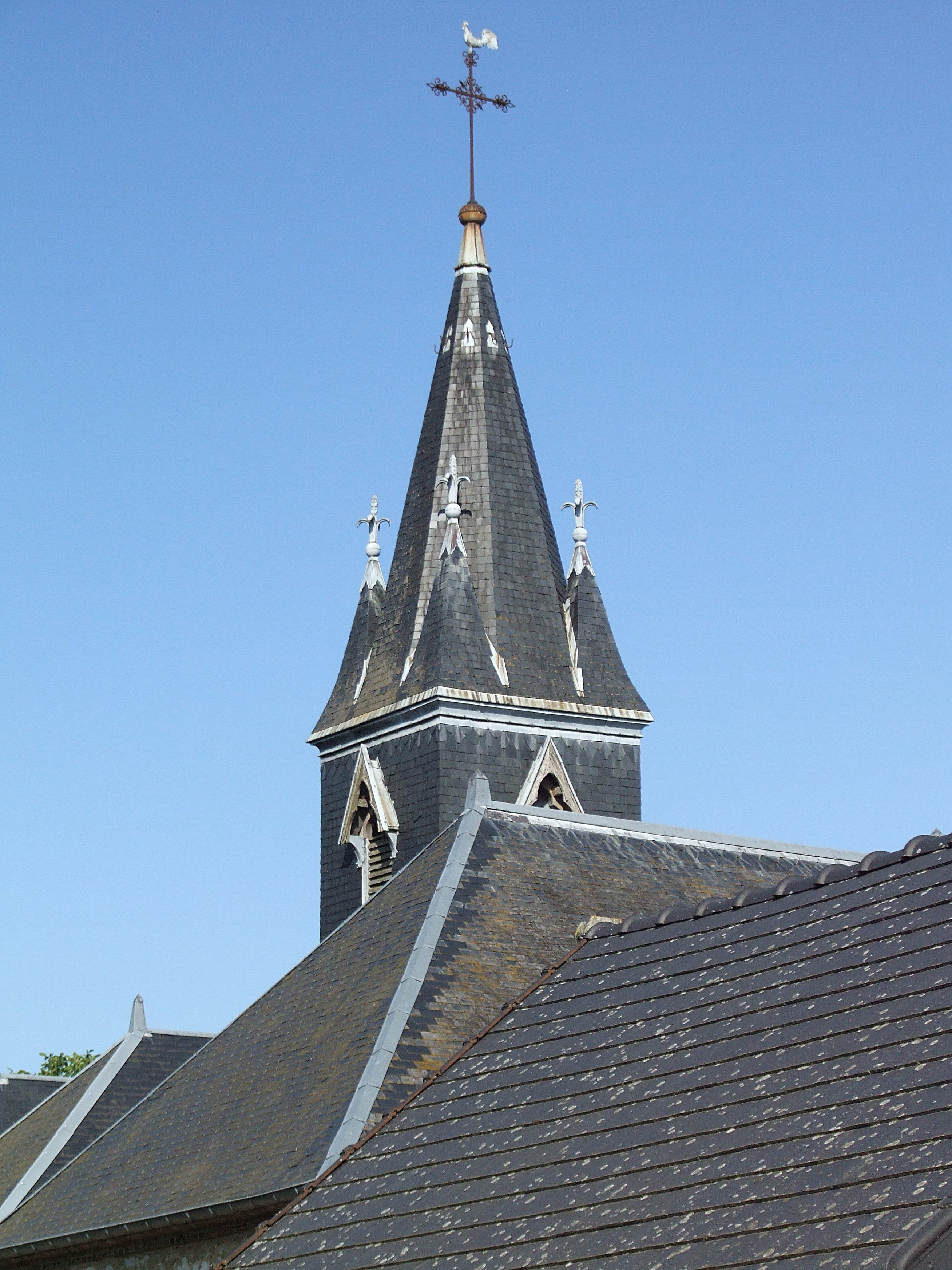
Turm der Kirche Saint-Pierre
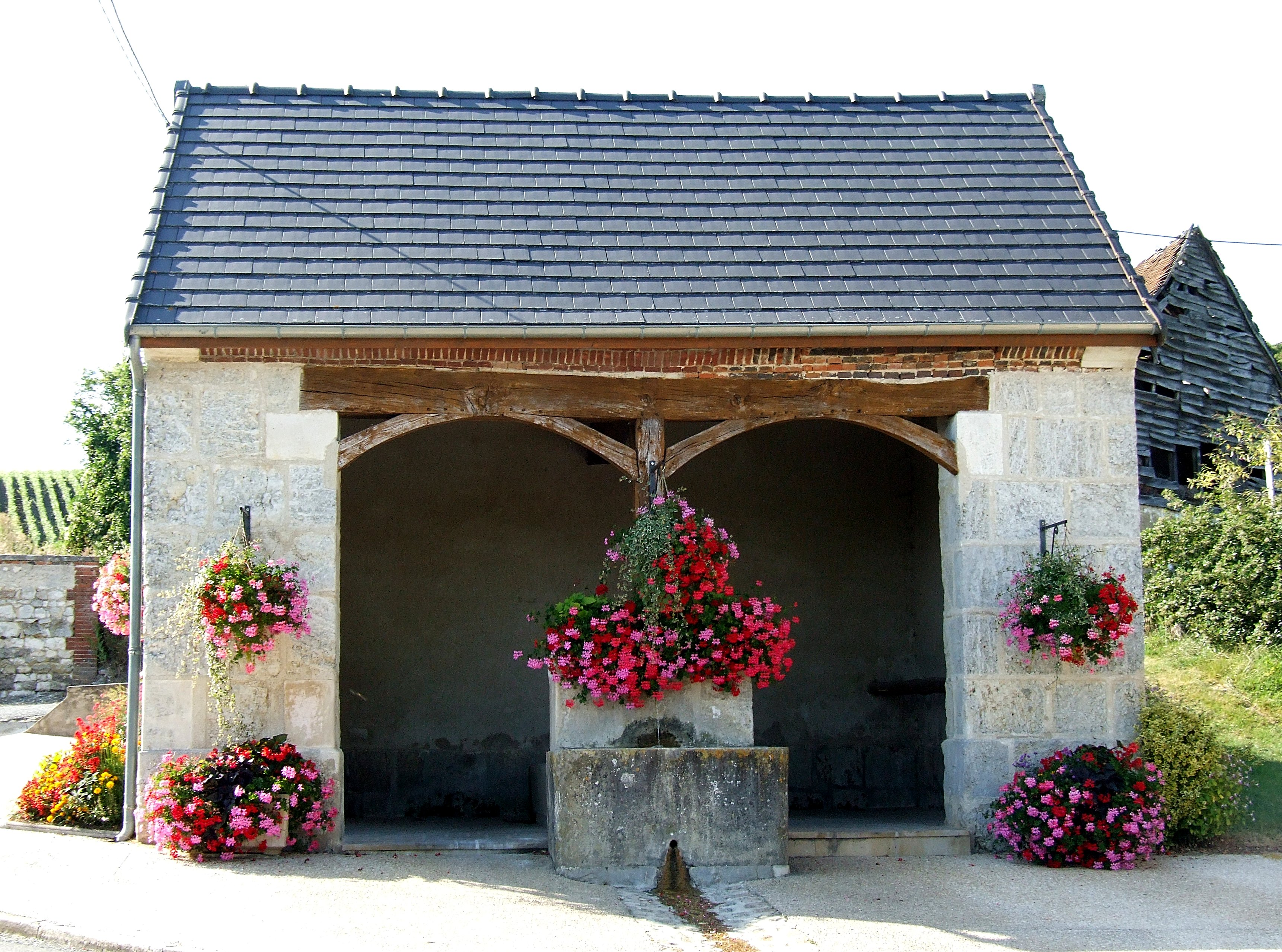
Ehemaliges Waschhaus in der Rue des Fontaines